# Ludmiła Popowa
Ludmiła Walerjewna Popowa-Tarasowa (ros. Людмила Валерьевна Попова-Тарасова) – radziecka i rosyjska zapaśniczka walcząca w stylu wolnym. Brązowa medalistka mistrzostw świata w 1992; czwarta w 1991 roku.